# Testimonio (navegación)
Los navegantes de todas las épocas han dejado testimonios de su paso por lugares importantes o interesantes para dar fe de haber estado en ellos. Normalmente consistían en pergaminos, actas, monedas, botones u otros objetos de uso común que se colocaban dentro de un envase apropiado que los protegiera del tiempo. El lugar en que eran dejados generalmente se destacaba mediante un monolito.  También era norma aceptada entre los mismos navegantes que aquel que encontraba uno de estos testimonios retiraba para sí el original, pero se preocupaba de dejar, junto con el propio, una copia o indicación de haberlo retirado.

## Testimonios

### Testimonio dejado por Jacobo Le Maire en Puerto Deseado en 1615
En 1614 Isaac Le Maire, comerciante y geográfo holandés, fundó la Compañía Austral la que obtuvo del gobierno holandés la autorización para efectuar viajes comerciales sin vulnerar los derechos que tenía la Compañía de la India Oriental y que consistían en la exclusividad de llegar a las indias orientales vía estrecho de Magallanes o por el cabo de Buena Esperanza.
Le Maire equipó dos naves para que buscaran una nueva tercera vía hacia el oriente pasando por el sur de la Tierra del Fuego, las naves fueron la urca Eendracht bajo el mando de Willem Schouten y el patache Hoorn al mando de Jean Schouten. Comandante en jefe de la expedición era el hijo de Le Maire, Jacobo Le Maire.
En diciembre de 1615 las naves recalaron en puerto Deseado para descansar, proveerse de agua y leña y carenar sus fondos. La carena, para hacerla más rápida, la efectuaron aplicando fuego a las adherencias, pero por un descuido el Hoorn resultó destruido por el fuego. Le Maire, antes de zarpar dejó enterrado en tierra parte del mástil de la nave siniestrada con una placa de plomo al pie con una leyenda en su idioma. El 3 de marzo de 1670 el comandante John Narbourough al mando del HMS Sweepstakes encontró, una milla río arriba, el mástil y la placa.

### Testimonio dejado por el comandante Louis Antoine de Bougainville en el monte De la Cruz en 1766
Bougainville en 1763 se alistó en la marina francesa con el grado de capitán de fragata. Se le dio el mando de las naves l’Aigle y Sphinx ordenándosele que se dirigiera a las islas Malvinas y estableciera una colonia, pero cinco años más tarde, el rey Luis XV, debido a protestas de España le ordenó restituir el archipiélago a la corona española. Durante estos años hizo varios viajes al estrecho de Magallanes para buscar madera de construcción para la colonia, ya que en las islas no había árboles.
En uno de esos viajes al Estrecho, en el año 1766, dejó como testimonio un documento escrito en latín en la cima del monte De la Cruz en bahía Fortescue al fondo de la cual se encuentra caleta Gallant. Este testimonio fue encontrado en el año 1789 por la expedición de Antonio de Córdova quién lo retiró y dejó una copia del mismo junto a su propio testimonio.

### Testimonio dejado por el comandante Antonio de Córdova en el monte De la Cruz en 1789
Antonio de Córdova, marino español, en los años 1785 y 1786 realizó un viaje de exploración al estrecho de Magallanes al mando de la fragata Santa María de la Cabeza. Posteriormente se le volvió a enviar al Estrecho pero ahora al mando de las naves Santa Casilda y Santa Eulalia. En este último viaje, en el año 1789, encontró en el cerro De la Cruz, bahía Fortescue, el testimonio dejado en 1766 por Louis Antoine de Bougainville.
De Córdova, en el mismo lugar, dejó dentro de una botella de vidrio una copia en latín del memorial de Bougainville, una moneda de dos reales con la esfinge de Carlos III, un documento en latín, y un relato de su viaje en cuatro idiomas: español, francés, italiano e inglés, junto a una lista de los oficiales de ambas naves y un informe de su primer viaje en la Santa María de la Cabeza.
Este memorial fue encontrado por el Sr. E. Bowen, médico del HMS Beagle en enero del año 1827 y fue entregado al comandante Phillip Parker King, comandante en jefe de una expedición del almirantazgo británico a la América meridional. El comandante King lo entregó posteriormente al Museo Británico donde se encuentra guardado. El comandante Parker King hizo que se sacaran copias en papel vitela de todos los documentos encontrados los que en 1830 dejó en el mismo sitio.

### Testimonios encontrados por el comandante Pringle Stokes en el monte De la Cruz en 1827
El Almirantazgo Británico designó al comandante Phillip Parker King Comandante en Jefe de una escuadrilla compuesta por el HMS Adventure y el HMS Beagle para que efectuara el levantamiento hidrogŕafico de las costas de la parte meridional de Sud América, entre el Río de la Plata y la isla de Chiloé. El Beagle estaba bajo el mando del comandante Pringle Stokes.
En enero de 1827 durante el curso de una comisión de levantamiento hidrográfico el Beagle fondeó en caleta Gallant. El médico de a bordo Sr. E. Bowen, subió al monte De la Cruz y en la cima encontró restos de una botella de vidrio y un rollo de papeles que demostraron ser los memoriales que establecían que habían sido dejados por Antonio de Córdova, y una copia de un documento que anteriormente había sido depositado ahí por M. de Bougainville. Con estos legajos se encontró una moneda española de dos reales de Carlos III, que había sido doblada para permitir que fuese puesta dentro de la botella. Con bastante dificultad algunos de los escritos pudieron ser descifrados, ya que los legajos, habiendo sido doblados, estaban rotos y las palabras desfiguradas en los pliegues y en los bordes.
El memorial de Bougainville estaba en latín. El de Córdova, además de un documento en latín, estaba acompañado por un relato de su viaje, escrito en cuatro idiomas, español, francés, italiano, e inglés. Estos memoriales fueron entregados
al Comandante en Jefe de la expedición quien dispuso sacarle copias en papel vitela para ser colocados en el mismo sitio posteriormente y los originales fueron entregados al Museo británico.

### Testimonio dejado por el teniente W.G. Skyring en la isla Skyring en 1829
El Almirantazgo Británico designó al comandante Phillip Parker King Comandante en Jefe de una escuadrilla compuesta por el HMS Adventure y el HMS Beagle para que efectuara el levantamiento hidrográfico de las costas de la parte meridional de Sud América, entre el Río de la Plata y la isla de Chiloé.
Parker King arribó al estrecho de Magallanes en 1826 y estableció como puerto base de la expedición puerto del Hambre. En diciembre de 1827 en Montevideo con la autorización del Almirantazgo adquirió un goleta para que se desempeñara como buque auxiliar en los trabajos de levantamiento de la expedición, la bautizó Adelaide y la tripuló con oficiales y personal de los buques bajo su mando.
En una de las comisiones de levantamiento del Adelaide, en abril de 1829, se dirigió hacia el canal Magdalena, para efectuar trabajos hidrográficoa en los canales Magdalena, Cockburn y Bárbara. El 16 de mayo de 1829 dejaron en la cima del monte Skyring que se eleva 940 metros sobre la isla del mismo nombre un testimonio que consistió en un documento firmado por seis oficiales que en esa oportunidad tripulaban la goleta. El documento fue puesto dentro de una botella protegida por un fuerte envase exterior. El documento decía:

Este memorial fue dejado por los oficiales del H.M.Schooner Adelaide, mientras se empleaba en un levantamiento de los canales Magdalena, Cockburn, y, Bárbara; y a cualquier persona que lo encuentre se le solicita dejar el documento original, y construir una pila, bajo la cual está colocado, por lo menos seis pies más alta. Firmado este 16 día de mayo de 1829 por:
W.G.Skyring, teniente y ayudante hidrógrafo del HMS Beagle.
Thomas Graves, teniente del H.M. Schooner Adelaide.
James Kirke, guardiamarina H.M.S. Beagle.
Alex. Millar, ayudante de navegación H.M.S. Adelaide.
Benj, Bynoe, ayudante oficial médico H.M.S. Beagle. 
Jno. Park, ayudante oficial médico H.M.S. Adventure.

Dios salve al Rey

El memorial fue descubierto en 1981 por la dotación de un helicóptero del Piloto Pardo de la Armada de Chile y está expuesto en el museo de Puerto Williams.

### Testimonio dejado por el comandante Robert Fitz Roy en caleta Donkin en 1829.
En 1825 el Almirantazgo Británico designó al comandante Phillip Parker King Comandante en Jefe de una escuadrilla compuesta por el HMS Adventure y el HMS Beagle para que efectuara el levantamiento hidrogŕafico de las costas de la parte meridional de Sud América, entre el Río de la Plata y la isla de Chiloé. El Adventure bajo el mando de Parker King y el Beagle inicialmente bajo el mando del comandante Pringle Stokes y luego del teniente Robert Fitz Roy.
En mayo de 1829 el comandante Fitz Roy dejó su nave fondeada en caleta Gallant a cargo del teniente Kempe y él con el teniente Stokes zarparon en dos embarcaciones, un cúter y una ballenera, a levantar el canal Jerónimo. En este viaje descubrieron los senos Otway y Skyring y el canal que los conecta.
El 22 de mayo de 1829 estando fondeado en caleta Donkin,el comandante Fitz Roy y cuatro marineros de la ballenera subieron a un cerro que estaba cerca de la caleta, cerro Beagle y en la cima, al pie de un poste hundido en la tierra, dejaron enterrado un memorial incluida una plomada.  No se sabe el detalle del memorial pero sí se conoce que debido al intenso frío fueron incapaces de gravar sus nombres en la plomada.

### Testimonio dejado por el teniente J. Kempe en el monte De la Cruz en 1829.
En mayo de 1829 el teniente J. Kempe quedó a cargo del Beagle en puerto Gallant mientras el comandante y el resto de los oficiales salían en embarcaciones menores en comisiones de levantamiento hidrográfico. Durante este período subió hasta la cima del monte De la Cruz donde dejó enterrado un memorial .

### Testimonio dejado por el comandante Robert Fitz Roy en el monte De la Cruz en 1829.
El 17 de junio de 1829, Robert Fitz Roy, comandante del HMS Beagle, se encontraba fondeado en puerto Gallant alistándose para dirigirse junto con la goleta Adelaide hacia San Carlos de Ancud, Chiloé. Esa mañana, Fitz Roy con el Sr. Murray y cuatro hombres, en un bote se dirigieron a bahía Fortescue con la intención de ascender el monte De la Cruz, medir su altura, tomar demarcaciones y dejar un memorial en su cima.
Luego de un difícil viaje de ascenso, por el frío reinante además de la nieve y hielo que cubrían el camino, dejó en el punto más alto, sobre una roca desnuda un memorial que cubrió con un montón de piedras.
El memorial contenía una lista de los oficiales y personal del Beagle y del Adelaide, un relato sobre el objetivo del viaje, lo logrado hasta esa fecha y hacia donde se dirigían y una colección de monedas, todo dentro de una caja de lata bien sellada.

### Testimonio dejado por el comandante Robert Fitz Roy en el cabo Gloucester en 1830.
El 6 de enero de 1830 Fitz Roy salió del Beagle que se encontraba fondeado en un dársena en la costa noreste de la isla Carlos del grupo de las Grafton con un grupo de doce hombres con la intención de caminar hasta el cabo Gloucester.
Llevaron carpas, instrumentos, dos memoriales y provisiones, además de armas de fuego por si se encontraban con los kawesqar. Llegaron al pie de la montaña que forma el cabo al mediodía del 7 de enero y subió hasta su cumbre con el Sr. Wilson, el Sr. Megget y dos marineros. En la cumbre había espacio solo para un hombre y el teodolito, tomó las demarcaciones y ángulos deseados y enterró dos memoriales, uno embalado en estaño y el otro en una botella. Recogieron muestras de las rocas del lugar y regresaron llegando a bordo del Beagle en la tarde del día siguiente.

### Testimonio dejado por el comandante Phillip Parker King en el monte De la Cruz en 1830
El comandante Parker King al mando del HMS Adventure en su viaje de regreso a Río de Janeiro y posteriormente a Inglaterra fondeó en bahía Fortescue, en el estrecho de Magallanes, con el propósito expreso de dejar testimonio de la presencia naval británica en la zona, para ello hizo preparar dos memoriales que consistieron en una lámina de peltre en la que se grabó el nombre del buque y sus oficiales y el otro, una botella en la que se introdujo una moneda española, varias monedas inglesas, algunas medallas y copias en vellum de los memoriales encontrados en el monte De la Cruz por el cirujano Bowen del HMS Beagle en enero de 1827. La botella fue tapada con corcho, cubierta con resina y envuelta en una hoja de plomo.
El 7 de abril de 1830, un grupo subió el monte de la Cruz, para depositar los memoriales. En la cima encontraron el montón de piedras dejado por el comandante Fitz Roy el año anterior, el cual no tocaron; enterraron los dos memoriales e hicieron otra pila de piedras sobre ellos. El grupo regresó a bordo en la tarde, habiendo empleado siete horas en esta comisión.
El 2 de febrero de 1998 el yate chileno de investigación Gondwana en circunstancias que se encontraba efectuando un estudio sobre los movimientos de la corteza terrestre encargado por las Universidades de Magallanes y de Hawaii fondeó en puerto Gallant con el propósito de ascender al monte De la Cruz en búsqueda de los memoriales dejados allí por la expedición del comandante King. El escenso fue efectuado por Charles Porter y Boris Jelincic quienes en la cumbre encontraron la pila levantada por Fitz Roy en 1828,la que estaba desarmada y sin sus testimonios, pero sí estaba la pila armada por Parker King y sus testimonios los que fueron entregados al Centro de Estudios del Hombre Austral, Instituto de la Patagonia, Universidad de Magallanes, para su exhibición en el Pabellón Marítimo del Museo del Recuerdo.

### Testimonio dejado por el comandante Robert Fitz Roy en la isla Hornos en 1830

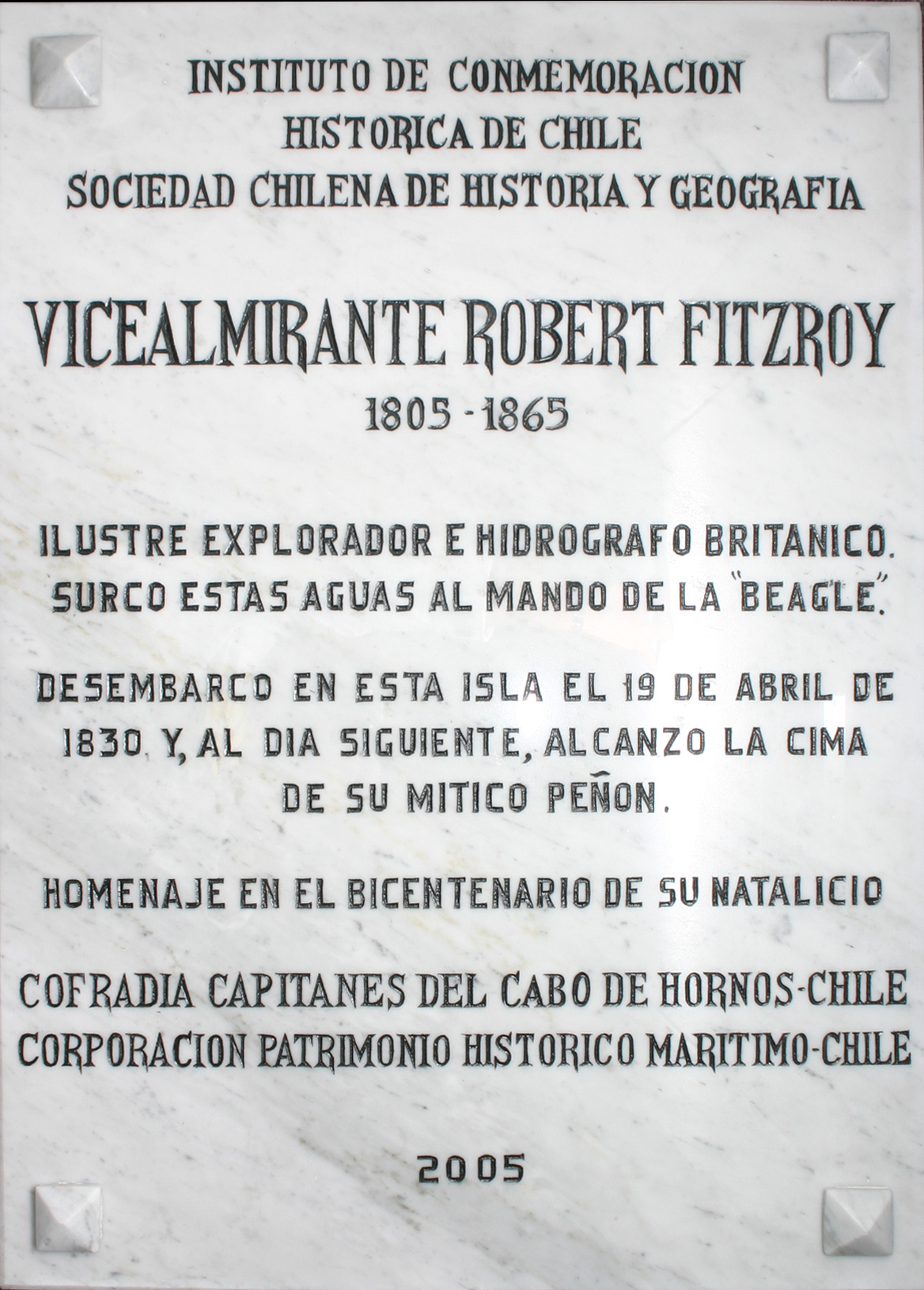

En 1825 el Almirantazgo británico dispuso que dos naves fueran preparadas para levantar las costas meridionales de Sudamérica. En mayo de 1826 el HMS Adventure y el HMS Beagle estuvieron listos para cumplir la comisión. El HMS Adventure fue puesto bajo el mando del Comandante Phillip Parker King quién además tenía el cargo de Comandante en Jefe de la expedición y el HMS Beagle bajo el mando del comandante Pringle Stokes..
Las naves zarparon de Plymouth el 22 de mayo de 1826 rumbo a Río de Janeiro puerto en el que fondearon el 10 de agosto del mismo año, El 2 de octubre prosiguieron hacia el Río de la Plata. El 19 de noviembre continuaron hacia el sur arribando a la entrada del estrecho de Magallanes el 20 de diciembre de 1826. En los primeros días de enero de 1827 fondearon en puerto del Hambre, lugar que Parker King escogió como puerto base de la expedición. En agosto de 1828 falleció el comandante Stokes, tomando en diciembre de 1828 el mando del Beagle el teniente Robert Fitz Roy.
Fitz-Roy desembarcó por primera vez en la isla Hornos el 18 de abril de 1830, la recorrió para ver si podía llevar instrumentos hasta la cima y regresó a su nave que estaba fondeada en caleta Saint Martin. Al día siguiente, 19, volvió a cruzar la bahía San Francisco llevando un testimonio, instrumentos y víveres para cinco días. El 20 subió hasta la cima, enterró el testimonio e hizo una ceremonia en honor a su majestad Jorge IV, recogió muestras de fragmentos de rocas y regresó a bordo el 21 de abril.
A fines de 1989, el capitán de navío de la Armada de Chile Christián De Bonnafos Gándara encontró en la cumbre más alta de la isla Hornos el testimonio. Lo primero que encontró fueron trozos de cerámica de color amarillo, una tapa de bronce con la inscripción a golpes: "BEAGLE 1830" y varios objetos cubiertos de barro y trozos de tela. Los objetos encontrados eran:

41 monedas y medallas de plata y bronce, con fechas desde 1784 a 1828, de Gran Bretaña, España, Alemania y Brasil. Una moneda de plata con perforación tenía grabada a golpes las letras W.M., Una chapa de cinturón de los Royal Marines, de bronce. Una docena de botones grandes de bronce con una y hasta cinco anclas. Cuatro botones chicos de bronce. Un timbre de madera, casi destruido por la humedad. Trozos de bandera (Union Jack). Botones de carey. Un cortaplumas con mango de carey. Un objeto de hierro con aspecto de punzón y una cajita de madera con la inscripción James Bennett.

La Armada de Chile decidió que este testimonio fuese conservado en el Museo Naval y Marítimo de Valparaíso.